# 油坊店乡 (金寨县)
油坊店乡，是中华人民共和国安徽省六安市金寨县下辖的一个乡镇级行政单位。

## 行政区划
油坊店乡下辖以下地区：
油店村、龚冲村、元冲村、石堰村、黄良村、朱堂村、面冲村、周院村、西莲村和东莲村。